# ليو كريستي
ليو كريستي (بالإندونيسية: Leo Kristi)‏ هو مغني إندونيسي، ولد في 8 أغسطس 1949 في سورابايا في إندونيسيا، وتوفي في 21 مايو 2017 بسبب قصور كلوي.

## وصلات خارجية
- ليو كريستي على موقع IMDb (الإنجليزية)
- ليو كريستي على موقع ميوزك برينز (الإنجليزية)